# 嘉寶油奈氏魚
嘉寶油奈氏魚為輻鰭魚綱鼠鱚目尼羅魚科的其中一種，被IUCN列為次級保育類動物，分布於非洲剛果河中央流域，體長可達2.1公分，棲息在中底層水域。